# Isabel Sanagustín i Aijon
Isabel Sanagustín i Aijon (Barcelona, 1946) és una activista, dinamitzadora i comerciant barcelonina. Va ser militant del PSUC fins a la dissolució del partit polític. L'any 2008 va ser condecorada amb la Medalla d'Honor de Barcelona.

## Biografia[2]
Isabel Sanagustín va néixer el febrer de 1946 al carrer de Tordera de la Vila de Gràcia (Barcelona). L'ambient de postguerra, la pèrdua del pare –de qui conserva un record com a lluitador antifranquista– i la penúria econòmica van marcar la seva infantesa. Unes circumstàncies difícils, compartides amb tants altres nens i nenes de l'època a les quals, ella hi va contraposar l'harmonia de la relació amb les seves tres germanes i en una singular vinculació amb la comunitat gitana de l'entorn de la plaça del Raspall, que la van dur a desenvolupar un fort sentiment d'arrelament a les tradicions popular.
Va compaginar la vida laboral amb la participació en les lluites veïnals de Nou Barris, especialment les relacionades amb l'exigència de semàfors i les millores de la qualitat de vida. Va ser militant del PSUC fins a la crisi viscuda pel partit els anys vuitanta. Durant els anys de clandestinitat va comprometre el seu habitatge com a pis franc per emparar lluitadors antifranquistes.
L'any 1983 va obrir la botiga de joguines Els Tres Tombs, amb la voluntat de reunir una oferta de qualitat en els àmbits de les joguines, el regal i la llibreria, però, també, plantejant-se el repte d'integrar aquesta activitat comercial en la xarxa de dinamització social i cultural de la ciutat i, especialment, de Gràcia.
L'any 1998 va fundar, amb altres sardanistes, L'Anella, Associació Promotora de la Sardana a Gràcia, actualment una secció dels Lluïsos de Gràcia.
Dos anys més tard, va ser escollida per presidir la Federació de Colles de Sant Medir de Barcelona, càrrec que va exercir fins al seu relleu per decisió pròpia l'any 2008, i des del qual va treballar de ferm per dur la festa a uns alts nivells de dignitat. Sanagustín va ser la primera dona presidenta de la Federació. Del 2003 al 2007, també va ser patrona de l'Orfeó Graciènc.
L'any 2001 va fundar, amb altres comerciants de la zona de la Gal·la Placída, l'Associació de Comerciants El Portal de la Llibertat, de la qual també en va ser presidenta.
L'any 2008, Isabel Sanagustín va rebre la Medalla d'Honor de Barcelona per la tasca realitzada com a presidenta de la Federació de Colles de Sant Medir i a favor de la dinamització social, comercial i cultural de Gràcia.
Va fundar l'Editorial Gregal el 2011, juntament amb Jordi Albertí i Oriol, al poble on actualment resideix, Maçanet de la Selva, amb l'objectiu de maridar la literatura i la història. L'any 2016 va promoure la fundació de l'Associació d'amics de la Sardana de Maçanet de la Selva, del qual és monitora i presidenta.

## Premis
- Premi Vila de Gràcia a la millor iniciativa comercial del 2001.

- Medalla d'Honor de Barcelona, 2008.[12]